# Cristóbal Téllez de Almanza
Cristóbal Téllez de Almanza was een Spaans koloniaal bestuurder en gouverneur-generaal van de Filipijnen van 1606 tot 1608.

## Biografie
Cristóbal Téllez de Almanza was rechter in de Audiencia van Manilla, het hoogste tribunaal in Filipijnen. Toen Pedro Bravo de Acuña op expeditie was naar Ternate werd Almanza aangesteld als diens plaatsvervanger. Na diens plotselinge dood kort na de terugkeer uit Ternate werden de taken van de gouverneur-generaal waargenomen door de Audiencia. Almanza werd zijn vervanger voor militaire aangelegenheden. In zijn periode als hoogste militaire gezagdrager van de Filipijnen kreeg hij te maken met opstanden door Japanners in de nederzettingen Dilao en San Miguel. Deze opstanden werden slechts met grote moeite neergeslagen.
In 1608 werd Almanza opgevolgd door Rodrigo de Vivero.